# アイゴスポタモイの海戦
アイゴスポタモイの海戦（英：Battle of Aegospotami）は紀元前405年にアテナイ艦隊とスパルタ艦隊との間で戦われたペロポネソス戦争最後の海戦で、ケルソネソス半島（今日のトルコ領ゲリボル半島）を流れるアイゴスポタモイ川の河口付近で行なわれた。この戦いでリュサンドロス率いるスパルタ艦隊はアテナイ艦隊を壊滅させた。この敗北によって穀物を輸入に頼りきっていたアテナイは穀物輸入のルートを完全にスパルタ側に押さえられることになったため、この戦いはペロポネソス戦争におけるスパルタ側の決定的な勝利となった。

## 背景
紀元前406年のアルギヌサイの海戦でのスパルタの敗北後、キオス人およびペルシアの王子キュロスからスパルタにノティオンの海戦でアテナイ艦隊に勝利したリュサンドロスを艦隊司令官とするよう要請が来た。ところが、スパルタでは同じ人物が二度艦隊を指揮するのは禁止されていたためスパルタ人はリュサンドロスを副司令官、アラコスを艦隊司令官とした。だが、事実上はリュサンドロスが指揮権を握っていた。
翌紀元前405年、リュサンドロスはエフェソスに来て、キオスにいたエテオニコスの艦隊を呼び寄せ、アンタンドロスで新たに艦船を建造した。そのための軍資金を得るためにリュサンドロスは親しい間柄であったキュロスの許に伺候し、軍資金を得た。その後もリュサンドロスはキュロスの熱心な財政支援を得て、その潤沢な資金を用いて艦隊を強化・拡張した。
その後リュサンドロスは沿岸のアテナイの同盟国との戦いを開始した。まず彼はサモスのアテナイ艦隊を陽動するためにカリアのケドレイアイへと向って同地を攻略した。その次にヘレスポントスへと北進し、アビュドスを経由した後陸軍と協力してアテナイの同盟国で戦略上の要地であるランプサコスを攻略した。これによって、彼はボスポロスからのアテナイの穀物輸送ルートを押さえた。そのため、アテナイ側は飢餓を避けるためにはリュサンドロスを倒す必要に迫られた。
メナンドロス、テュデウス、ケフィソドトスら率いるアテナイ艦隊180隻はリュサンドロス目指して進み、エライウス、セストスを経由してランプサコスの対岸のアイゴスポタモイに停泊した。アテナイ艦隊は翌日の日の出と共に出撃してきたが、リュサンドロスはそれには応じなかったのでアテナイ艦隊は暗くなり始めるとアイゴスポタモイへと引き上げた。敵の兵員が上陸するのを見ると彼は足の速い船を偵察に出してその様子を報告させた。これが四日間続いたため、アテナイ軍はリュサンドロスを侮って敵を挑発するようにさえなっていた。
その時、トラキアに亡命していたアテナイの政治家アルキビアデスがアテナイの将軍たちに忠告をしてきた。彼はアテナイ艦隊の停泊している地点は港がなく、町から離れているために食料を遠く離れたセストスから輸送しているのに対し、敵の停泊地は港があり、町にも近いために物資の補給に都合が良いことから、セストスの港へと移動するべきだと言った。しかし、将軍たちは現在指揮権を持っているのは自分たちで彼ではないからと言って忠告に耳を貸さなかったので、アルキビアデスは帰った。ディオドロスによれば、アルキビアデスは将軍たちに指揮権を共有させてくれたら、彼が好を結んでいたトラキア人の王メドコスとセウテスから軍勢を借りてはせ参じると提案したが、アテナイの将軍たちはアルキビアデスの提案を受けるにしても、もし成功したらアルキビアデスの手柄になり、失敗すれば彼らの責任に成ると考え、アルキビアデスの提案を拒絶した。

## 戦い
戦いの記述はクセノポンとディオドロスそれぞれの異なった記録がある。

### クセノポンの記述
五日目、リュサンドロスは部下にアテナイ軍が船から下りて食料を買い付けるためにケルソネソスに散開するのを見たら（何度挑んでも応じないリュサンドロスを見くびったアテナイ軍は安心しきっていた）、攻撃の合図として盾を掲げるよう命じた。合図を見たリュサンドロスは全艦船に全速航行を命じ、トラクス率いる陸軍もそれに呼応して敵へと進軍した。少数の乗組員しか残っていなかったどころか、無人の船すらあったアテナイの艦船はスパルタ艦隊の奇襲を受けそのほとんどが拿捕された。無事逃げおおせたのは敵の来襲を見たコノンによって乗船を命じられた8隻とパラロス船1隻だけだった。敗北を悟ったコノンはキュプロスのエウアゴラスの許へ逃げ、パラロス船は報告のためにアテナイに戻った。

### ディオドロスの記述
依然としてリュサンドロスはアテナイ軍の挑戦に応じなかったため、五日目に将軍の一人フィロクレスは30隻を率いて敵陣を攻撃した（敵が食いついたところで総攻撃をかけるつもりだったのかもしれない）。しかし、脱走兵からこの情報を得ていたリュサンドロスはフィロクレスを撃退し、エテオニコス率いる陸軍と呼応してアテナイ艦隊を総攻撃した。予期せぬ襲撃に混乱状態に陥ったアテナイ軍はろくに迎撃もできず、キュプロスに逃げたコノンたちを除き、大部分は船を放棄してセストスに逃げ去った。
いずれの記述を取るにしても、アテナイ艦隊の完敗という結果は同じである。コノンと共に逃げおおせた船を除くアテナイの艦船は全て拿捕され、資料によって違いはあるものの3000あるいは4000人の兵士が捕虜になった。

## その後
将軍たちを含む捕虜はランプサコスに引かれた後、将軍の一人アデイマントスを除き全員処刑に処された。それはアテナイ人による捕虜に対する残忍な仕打ちのためである。かつてフィロクレスは捕虜の親指を切り落とすことを提案し、アテナイ人はそれを決議した（親指がないと槍を扱うことはできなくなり兵士としては役に立たなくなるが、奴隷として櫂を漕ぐ事はできる）。この提案にアデイマントス一人がそれに異議を唱えたため、彼は処刑を免れたのである。
その後リュサンドロスはアテナイの同盟者のビュザンティオンとカルケドンへ向い、それらを味方に引き入れて再びランプサコスに船の修繕のために戻った。一方この大敗を聞いた日、アテナイは恐慌状態に陥ったが、翌日には篭城戦を決議し、その準備に取り掛かった。
やがてスパルタの二人の王、アギス2世とパウサニアスの軍によってアテナイは陸海から包囲された。アテナイはよく持ちこたえたが、リュサンドロスによって穀物輸入ルートを遮断されたのが効いてアテナイは食料が尽き、餓死者すら出すという始末だった。そしてついに、アテナイは紀元前404年5月に城壁の破壊、12隻を残した全艦隊の引き渡し、スパルタへの隷属を条件に降伏した。

## 註
1. ↑  クセノポン, II. 1. 6-7
2. ↑  ibid, II. 1. 10-14
3. ↑  ibid, II. 1. 15-19
4. ↑  ibid, II. 1. 20-24
5. ↑  ibid, II. 1. 25-26
6. ↑  ディオドロス, XIII. 105
7. ↑  クセノポン, II. 1. 27-29
8. ↑  ディオドロス, XIII. 106
9. ↑  クセノポン, II. 1. 30-31
10. ↑  ibid. II, 2. 1-4
11. ↑  ibid, II. 2. 4-20